# Helenów (powiat sochaczewski)
Helenów – wieś w Polsce położona w województwie mazowieckim, w powiecie sochaczewskim, w gminie Młodzieszyn.
Sołectwo Helenów, Skutki tworzą wsie Helenów i Skutki. W 2023 sołectwo liczyło 114 mieszkańców. 
| SIMC    | Nazwa | Rodzaj    |
| ------- | ----- | --------- |
| 0731784 | Torfy | część wsi |

W latach 1975–1998 miejscowość należała administracyjnie do województwa skierniewickiego.